# Уецудзі Юмі
Уецудзі Юмі (яп. 上辻 佑実; нар. 30 листопада 1987) — японська футболістка. Вона грала за збірну Японії.

## Кар'єра в збірній
Дебютувала у збірній Японії 5 квітня 2012 року в поєдинку проти Бразилії. З 2012 по 2015 рік зіграла 4 матчів в національній збірній.

## Статистика виступів
| Збірна Японії | Збірна Японії | Збірна Японії |
| Рік           | Матчі         | Голи          |
| ------------- | ------------- | ------------- |
| 2012          | 1             | 0             |
| 2013          | 0             | 0             |
| 2014          | 0             | 0             |
| 2015          | 3             | 0             |
| Загалом       | 4             | 0             |